# شان هنتی
شان پتریک هنتی (زاده ۱۹۶۱) مجری گفتگوهای تلویزیونی، نویسنده و صاحبنظر سیاسی محافظه کار آمریکایی است. او مجری د شان هنتی شو، شوی رادیویی است که در سرتاسر آمریکا پخش می‌شود. او همچنین میزبان شوی خبری تلویزیونی هنتی در شبکه فاکس نیوز است. هنتی نویسنده سه کتاب پرفروش نیویورک تایمز است.

## اوایل زندگی
هنتی در نیویورک متولد شده است. همه پدربزرگ‌ها و مادربزرگ‌هایش از ایرلند مهاجرت کرده‌اند. او در نیویورک به مدرسه رفت و و از دبیرستان مقدماتی حوزه عملیه سینت پایس دهم دیپلم خود را دریافت کرد. او وارد دانشگاه نیویورک و دانشگاه ادلفی شد ولی بدون کسب مدرک ترک تحصیل کرد.